# Аманат
Аманат (преди известна като Нур Отан, на казахски: Нұр Отан – „Светлина на отечеството“) е най-голямата политическа партия в Казахстан с над 762 000 членове.
От 2007 г. партията е оглавявана от Нурсултан Назарбаев – първия президент на Казахстан.
Нур Отан е наследник на партията Отан (отечество). Предшественицата е създадена през февруари 1999 г. чрез сливане на няколко президентско ориентирани партии, включително: Народен съюз на казахстанското единство, Либерално движение на Казахстан, движение „Казахстан 2030“. На конгреса по обединяване новата партия очертава своята бъдеща програма, която е в подкрепа на правителството на Назарбаев.
На парламентарните избори от 2004 г., когато партията все още носи името Отан, тя печели 60,6% от гласовете и 42 от общо 77 места в парламента.
През септември 2006 г. Отан се слива с републиканската партия Асар, водена от Дарига Назарбаева (дъщеря на президента Нурсултан Назарбаев). Това сливане увеличава местата в парламента с 4, като ги прави 46.
След сливането на партиите Назарбаев казва на дъщеря си „Кажи на своите избиратели, че се завръщаш при баща си“ Според новото споразумение Назарбаева ще действа като заместничка на баща си. Другите заместници са Б. Жумагулов и А. Павлов. През юни 2006 г. Назарбаева казва, че всички пропрезидентски партии трябва да се обединят и да създадат група, „срещу която никоя друга партия няма да може да се съревновава в следващите 50 години“.
През декември 2006 г. е обявено, че Гражданската партия и Партията на земеделците ще последват примера на Асар и ще се слеят с Отан. Благодарение на това местата в парламента се увеличават от 46 на 57 от възможни 77. Назарбаев споделя, че и други партии ще се присъединят към Отан. Той също така казва, че трябва да има по-малко, но по-силни партии в Казахстан, за да „защитават максимално ефективно интересите на населението“. На партийния конгрес от 22.12.2006 г. делегатите гласуват името на партията да бъде променено на Нур Отан.
На изборите от 2007 г. партията печели 88,05% от гласовете и всички 98 места. На президентските избори през 2001 година нейният лидер Назърбаев е преизбран с подкрепа от 95,5 % от гласувалите. Партията печели 80,99 % от гласовете на последните парламентарни избори (2012 г.) и 83 (от общо 98) в парламента.
През октомври 2011 г. в Астана е подписано споразумение за сътрудничество между Нур Отан и украинската Партия на регионите.. Сътрудничи и с руската партия Единна Русия.
През март 2022 г. партията се преименува на „Аманат“.